# Plöns slott

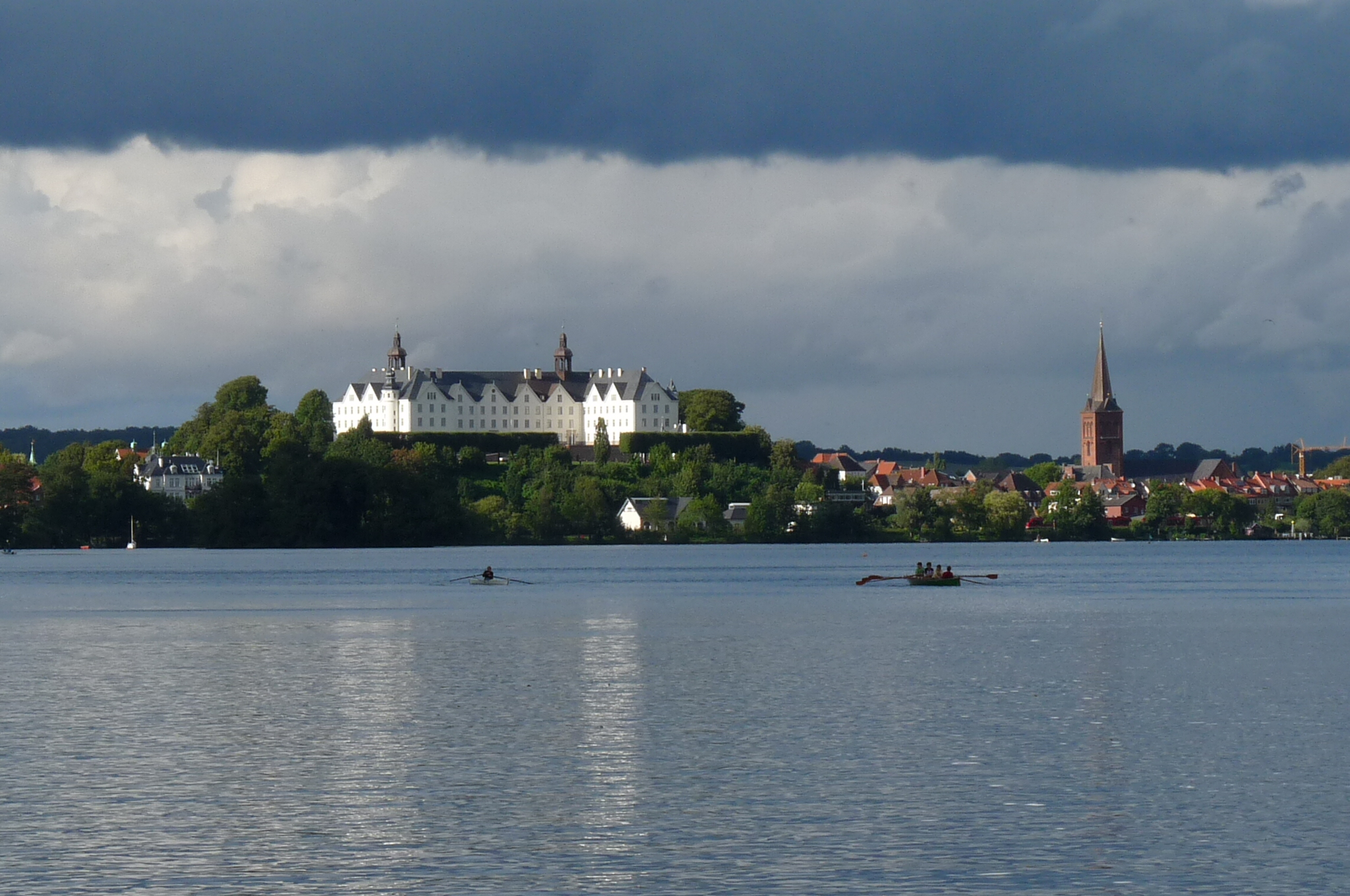
Plöns slott med Großer Plöner See och staden Plön, 2011.

Plöns slott (tyska: Schloss Plön) är ett slott från 1630-talet, som ligger i staden Plön i Tysklands delstat Schleswig-Holstein. Slottet är en av Schleswig-Holsteins största bevarade slottsanläggningar och ett byggnadsminne (under Denkmalschutz). Sedan år 2002 är slottet privatägt och bland annat en utbildningsskola för optiker.

## Tidig historik
I närheten av dagens slott fanns på 900-talet en borganläggning med namnet Plune (isfritt vatten) som förstördes 1158. Borgen återuppbyggdes genom Adolf II av Holstein. År 1173 flyttades borgen till den plats vid Großer Plöner See där Plöns slott finns idag. Under Kristian I kom borgen under dansk ägo. I samband med Grevefejden mellan Lübeck och Danmark  förstördes borgen 1534 genom ett anfall från Lübeck. Därefter uppfördes en ny, större borganläggning.

## 1600- och 1700-talen
År 1632 lät hertig Joachim Ernst von Schleswig-Holstein-Plön riva borganläggningen och dagens slott uppfördes i renässansens stilriktning. Bygget tog bara tre år och skedde under trettioåriga kriget. På 1700-talet var slottet residens för Plöns hertigar; då hade slottet sin blomstringstid och interiören omgestaltades i rokoko.

## 1800-talet

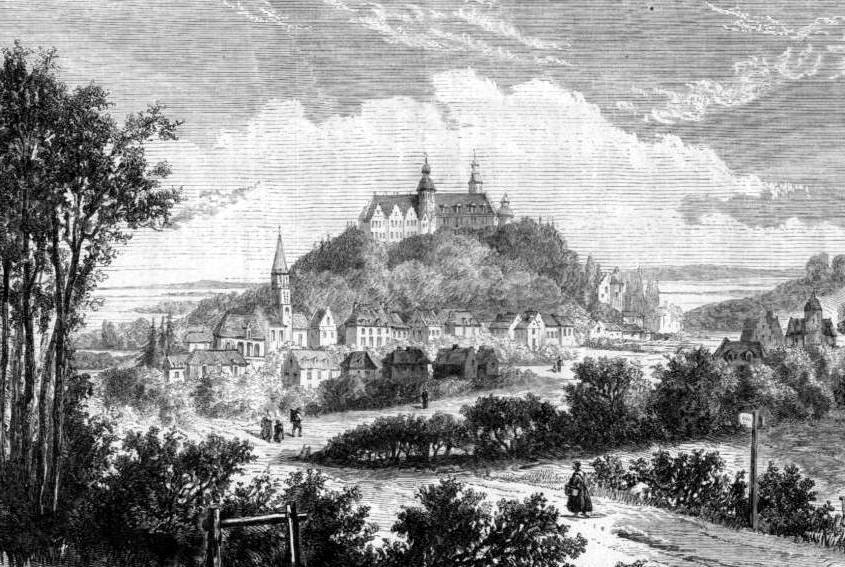
Slottet omkring 1864.

Från och med 1840 var slottet sommarresidens för  Kristian VIII av Danmark, under honom fick fasaderna sin vita kulör och inredningen förnyades delvis i klassicistisk stil. Efter Dansk-tyska kriget 1864 blev slottet preussisk egendom. Interiören avlägsnades och huset byggdes om till utbildningsplats för officersaspiranter. Bland andra fick Vilhelm II:s söner sin utbildning här. Efter första världskriget inhyste slottet en statlig utbildningsanstalt.

## 1900-talet
Efter 1933 förvandlades slottet med omgivning till en av Nazitysklands Nationalpolitische Erziehungsanstalten. Den 2 maj 1945 var slottet för en dag säte för delar av regeringen Dönitz innan den flyttades till Flensburg. Därefter övertog den VIII brittiska armékåren slottet som sitt huvudkvarter. År 1946 blev det internatskola för pojkar och flickor och slottet ägdes och drevs då av förbundslandet Schleswig-Holstein.

## 2000-talet
År 2001 stängde internatet och slottet kom till försäljning eftersom ägaren (Schleswig-Holstein) inte kunde uppbringa erforderligt kapital för en nödvändig renovering. Alla år som skola i olika former hade förändrat interiören kraftigt och byggnaden var i mycket dåligt skick. 2002 övertog allmännyttiga Fielmann Akademie egendomen för 3,6 miljoner euro. Företaget Fielmann (en känd tysk glasögonkoncern) lät renovera anläggningen för 35 miljoner euro som stod färdig år 2006. Idag är Plöns slott både en skola för optiker och offentligt museum. Några av slottets salar har rekonstruerats till nära nog ursprungligt skick och är tillgängliga för allmänheten.

## Filminspelningar
Vid slottet gjordes olika filminspelningar som Cabaret (1972) och TV-serien Die Schule am See (1996−1999).

### Panorama

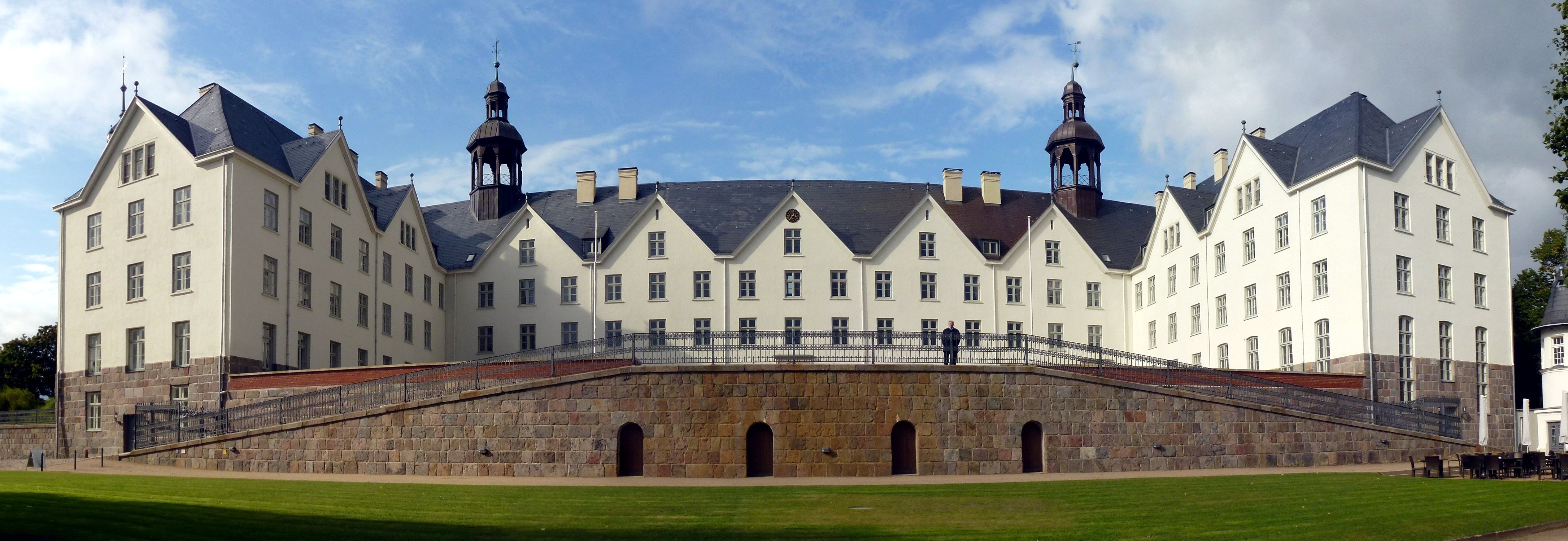
Plöns slott, fasad mot syd i september 2012.

### Interiörbilder

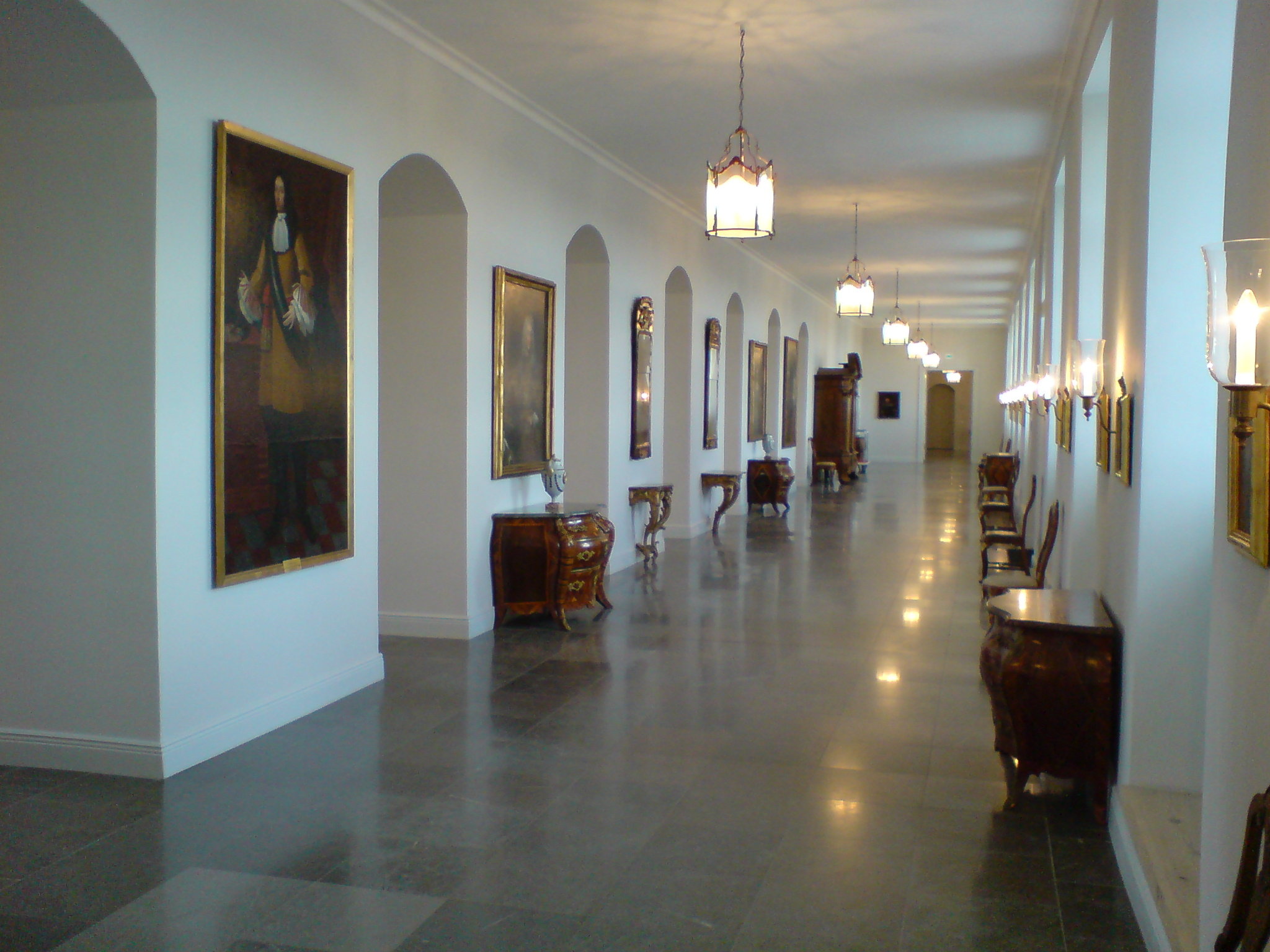
Galleri
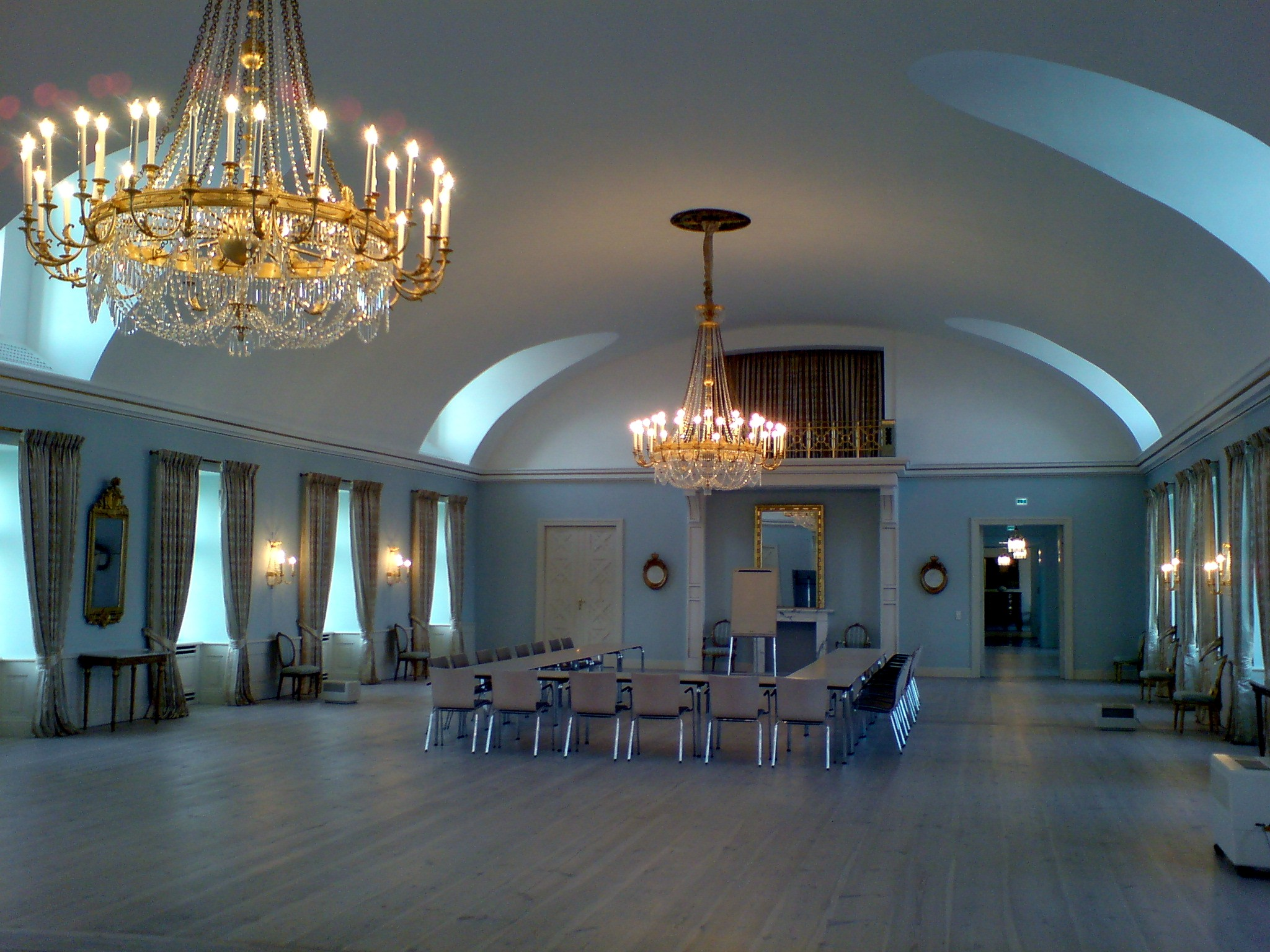
Riddarsalen
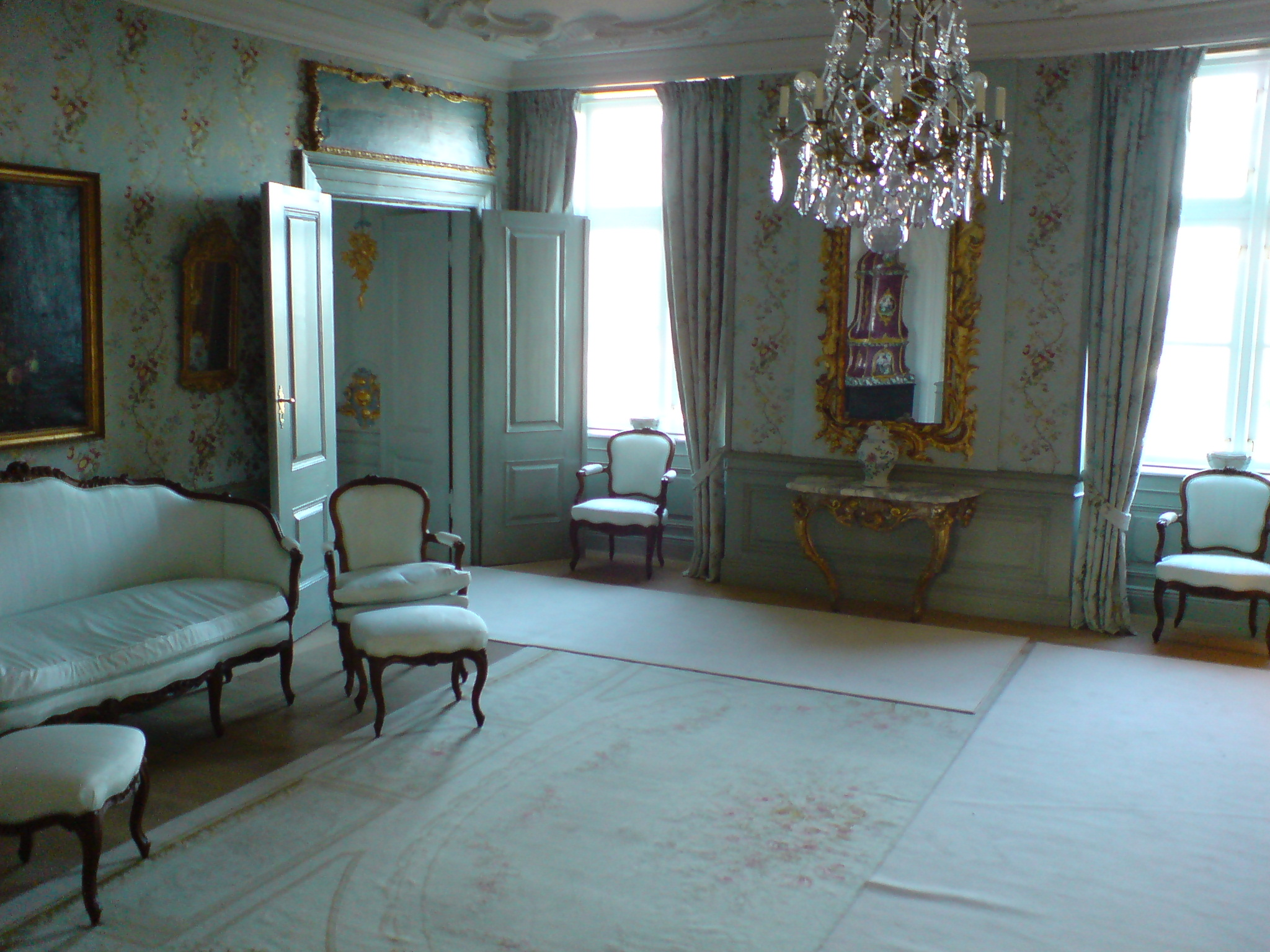
Hertigens förmak
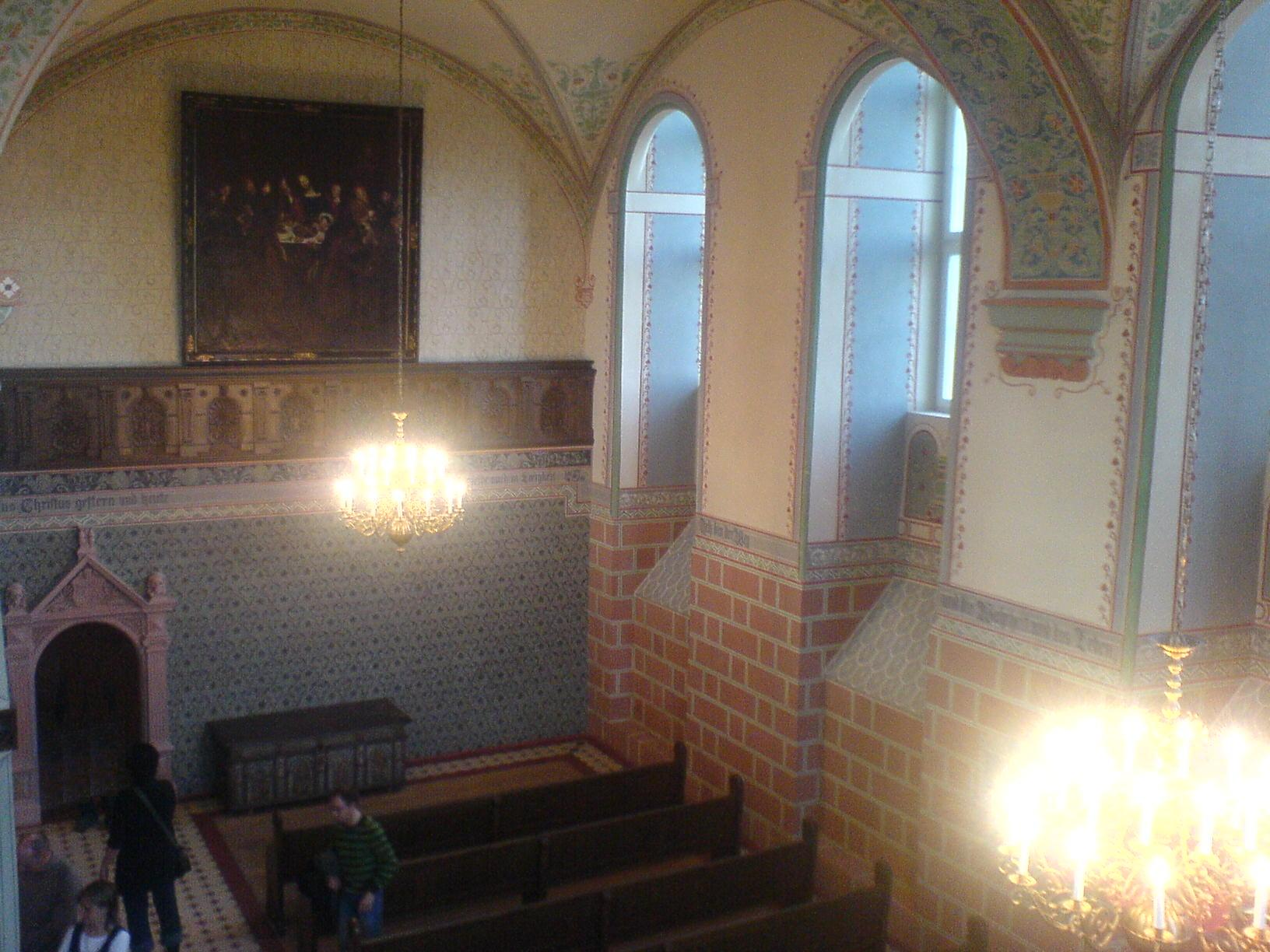
Slottskapellet